# Heinkel HD 41
Die Heinkel HD 41 ist ein deutsches militärisches Mehrzweckflugzeug, das in den 1920er Jahren von den Ernst Heinkel Flugzeugwerken in Warnemünde entwickelt und gebaut wurde.

## Entwicklung
Am 4. August 1928 erteilte das Heereswaffenamt im Rahmen der verdeckt betriebenen Wiederaufrüstung Ernst Heinkel den Auftrag zur Schaffung eines Mehrzweckflugzeuges, das für Waffentests als Aufklärer und Tagbomber in der von der Reichswehr betriebenen geheimen Fliegerschule und Erprobungsstätte im russischen Lipezk verwendet werden sollte. Es entstanden insgesamt vier als „Triebwerkserprobungsflugzeuge“ klassifizierte Exemplare, von denen das erste, als HD 41a bezeichnete, bereits am 1. Februar des Folgejahres fertiggestellt und im Juli 1929 mit dem Kennzeichen D–1694, später als D–IDYM umregistriert, zugelassen werden konnte. Halter war offiziell die Erprobungsabteilung der Albatros Flugzeugwerke, inoffiziell ging das Flugzeug im Sommer 1930 in die Sowjetunion und diente in Lipezk für Abwurfversuche mit dem Bombenmagazin Mag 6W 12/IIIa und zur Erprobung des Richtfernrohres Fl.218 (220) von Goerz. Im Januar 1930 wurde in einem geheimen Bauprogramm für die Heeresluftstreitkräfte die Fertigung von 261 Flugzeugen HD 41 vorgesehen, ein Vorhaben, das letztendlich nicht realisiert wurde.
Ein zweites Flugzeug erhielt im März 1930 das Kennzeichen D–1795 und ging an die Erprobungsstelle des Reichsverbands der deutschen Luftfahrtindustrie (RDL) in Berlin-Staaken, wo es seiner offiziellen Verwendung gemäß als Erprobungsträger verschiedener Triebwerke diente. Später wurde das als HD 41b benannte Flugzeug zur D–IXAZ umregistriert.
Als letztes wurden 1931 zwei HD 41c produziert, von denen eine ebenfalls nach Staaken geliefert und ein Jahr später an die Deutsche Verkehrsfliegerschule abgegeben wurde, die andere wurde nach Lipezk transportiert und flog dort von Juni bis September 1931 als L64. Sie wurde erst 1938 aus der Luftfahrtrolle gelöscht. Die HD 41c erhielten später die Typenbezeichnung HD 45a und dienten als Ausgangsmuster für die in größerer Zahl gebaute He 45.

## Aufbau
Die HD 41 ist verspannter Doppeldecker in Gemischtbauweise. Den Rumpf bildet ein verschweißtes Stahlrohrgerüst mit viereckigem Querschnitt, das von formgebenden Leisten abgerundet wird. Es ist zum großen Teil mit Stoff bespannt und vom Bug bis zur vorderen Kabine mit Leichtmetall verkleidet. Das einstielige und stark gestaffelte Tragwerk besteht aus einem Holzgerüst mit zwei Holmen. Es ist durch N-Stiele miteinander verbunden. Die Flügelvorderkante wird aus Sperrholz gebildet, die restlichen Flächen besitzen eine Stoffbespannung. Sowohl Ober- als auch Unterflügel besitzen Querruder mit jeweils untereinander verbundenen Stoßstangen. Das Normalleitwerk besteht aus einem mit Stoff bespannten Metallgerüst. Die Höhenflosse ist zum Rumpf hin mit I-Streben abgestützt. Das starre Fahrwerk besteht aus den gummiseilgefederten und nicht durch eine Achse verbundenen Haupträdern und einem Schleifsporn am Heck.

## Technische Daten
| Kenngröße                                | HD 41a                                                            | HD 41b                                                                 | HD 41c (HD 45a)                                                        |
| ---------------------------------------- | ----------------------------------------------------------------- | ---------------------------------------------------------------------- | ---------------------------------------------------------------------- |
| Besatzung                                | 2                                                                 | 2                                                                      | 2                                                                      |
| Länge                                    | 9,9 m                                                             | 9,81 m                                                                 | 10,1 m                                                                 |
| Spannweite                               | oben 11,5 m unten 10,0 m                                          | oben 11,5 m unten 10,0 m                                               | oben 11,5 m unten 10,0 m                                               |
| Höhe                                     | 4,1 m                                                             | 4,1 m                                                                  | 4,3 m                                                                  |
| Flügelfläche                             | 34,57 m²                                                          | 34,57 m²                                                               | 34,57 m²                                                               |
| Leermasse                                | 1780 kg                                                           | 1700 kg                                                                | 1800 kg                                                                |
| Zuladung                                 | 790 kg                                                            | 735 kg                                                                 | 850 kg                                                                 |
| Startmasse                               | 2570 kg                                                           | 2435 kg                                                                | 2650 kg                                                                |
| Antrieb                                  | ein flüssigkeitsgekühlter Zwölfzylinder-Viertakt-V-Motor          | ein luftgekühlter Neunzylinder-Viertakt-Sternmotor                     | ein flüssigkeitsgekühlter Zwölfzylinder-Viertakt-V-Motor               |
| Typ                                      | BMW VI 5,5                                                        | Siemens & Halske „Jupiter“ VI 5,3 (Lizenz Bristol)                     | BMW VI 7,3Z                                                            |
| Startleistung Nennleistung Dauerleistung | 630 PS (463 kW) 600 PS (441 kW) am Boden 500 PS (368 kW) am Boden | 490 PS (360 kW) 440 PS (324 kW) am Boden 380 PS (279 kW) in 500 m Höhe | 750 PS (552 kW) 650 PS (478 kW) am Boden 500 PS (368 kW) in 700 m Höhe |
| Kraftstoffvolumen                        | 550 l                                                             | 550 l                                                                  | 520 l                                                                  |
| Höchstgeschwindigkeit in Bodennähe       | 240 km/h                                                          | 232 km/h                                                               | 270 km/h                                                               |
| Marschgeschwindigkeit                    | 220 km/h                                                          | 210 km/h                                                               | 240 km/h                                                               |
| Landegeschwindigkeit                     | 100 km/h                                                          | 95 km/h                                                                | 105 km/h                                                               |
| Steigzeit                                | 2,8 min auf 1000 m 6,8 min auf 2000 m 14,8 min auf 3000 m         | 3,2 min auf 1000 m 7,8 min auf 2000 m 16,2 min auf 3000 m              | 2,12 min auf 1000 m k. A. 8 min auf 3000 m                             |
| Gipfelhöhe                               | 5400 m                                                            | 5000 m                                                                 | 5800 m                                                                 |
| Reichweite                               | 1070 km                                                           | 1020 km                                                                | 850 km                                                                 |
| Startrollstrecke                         | 320 m                                                             | 340 m                                                                  | k. A.                                                                  |